# Ehrharta laevis
Ehrharta laevis är en gräsart som först beskrevs av Robert Brown, och fick sitt nu gällande namn av Spreng.. Ehrharta laevis ingår i släktet Ehrharta och familjen gräs. Inga underarter finns listade i Catalogue of Life.